# Bibelstudium

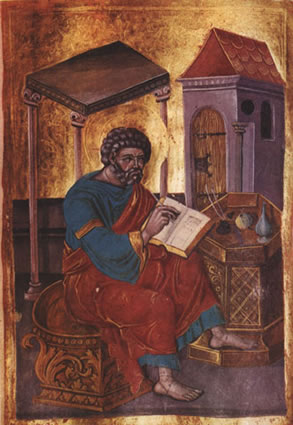
Evangelist Markus, Russische Bibel, 16. Jahrhundert

Unter Bibelstudium versteht man eine tiefergehende Beschäftigung mit den Texten der Bibel als Heilige Schrift des Christentums. Dabei ist hier vor allem die persönliche (mitunter akademisch-wissenschaftliche) Beschäftigung mit der Bibel gemeint, weniger die gemeinsame liturgische Nutzung im Gottesdienst.

## Beweggründe für das Bibelstudium
Die Bibel kann aus unterschiedlichen Motiven studiert werden:
- auf der Suche nach Orientierung, Lebenssinn und Stärkung, mitunter als Gebet eigener Art (Lectio divina)
- längerfristig in der Ausbildung für geistliche Berufe oder Dienste, um für theologische Fragen kompetent zu sein
- kurzfristig zur Vorbereitung einzelner gemeindlicher Dienste wie Predigt, Seminar, Bibelstunde, Liturgie[1]
- um Grundlagen der abrahamitischen Offenbarungsreligionen sowie deren Vorstellungen von Gott kennenzulernen
- als historische Quelle für Ereignisse der Antike[2]
- der Urtext bzw. alte Übersetzungen als Quelle für Sprachwissenschaftler
- als Werk der Weltliteratur im Rahmen der Allgemeinbildung[3]
- im Rahmen von Apologetik oder Religionskritik in der Auseinandersetzung um behauptete Widersprüche

Beim Auslegen der Bibel wirkt das jeweilige Vorverständnis mit, wobei es viele Möglichkeiten gibt, etwa eine buchstäbliche, eine allegorische, eine historisch-kritische oder eine bibelfeindliche Sichtweise.

## Äußerer Rahmen des Bibelstudiums

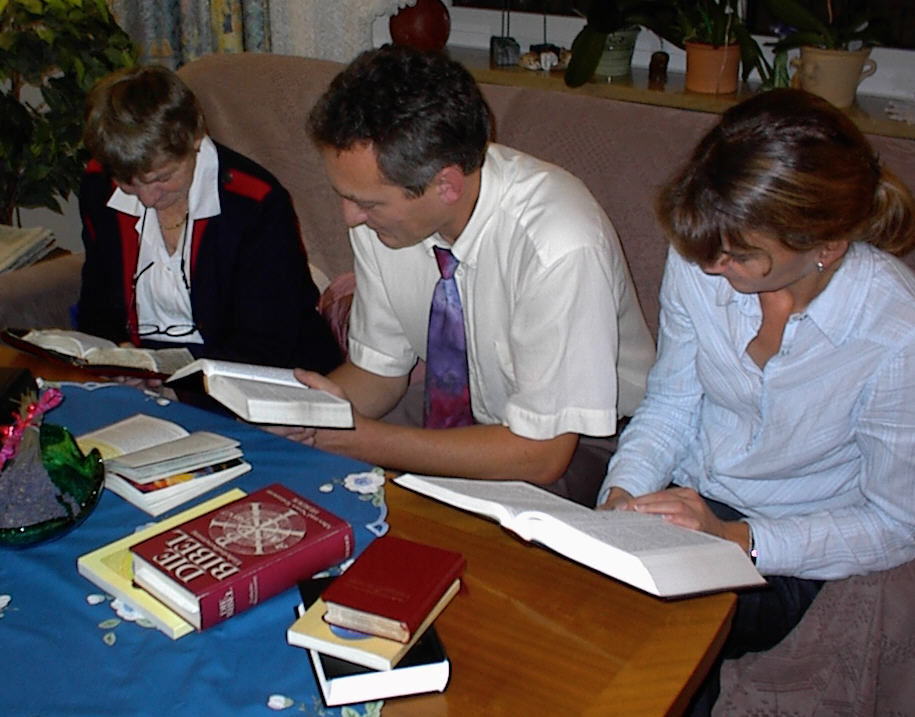
Bibelstudium in der Gruppe

Im christlichen Alltag findet privates Bibelstudium allein oder in Kleingruppen statt, etwa in einem Hauskreis. Viele Gemeinden bieten Kurse mit biblischen Themen an. Vertiefende Studien gibt es auch für Laien, in Form von Ferienkursen, Abendkursen oder Fernunterricht.
In bestimmten islamischen Ländern wie zum Beispiel den Malediven kann Bibelstudium auch heute noch gefährlich sein; Bibeln und religiöse Literatur dürfen dort nicht eingeführt werden – nach Saudi-Arabien und Brunei nicht einmal zum persönlichen Gebrauch. Bei illegalem Einschmuggeln von Schrifttum und verbotenem Zusammenfinden zum Bibelstudium drohen Ausländern teilweise hohe Haftstrafen, einheimischen Moslems in Einzelfällen sogar die Todesstrafe.
In der Liste der Staaten mit Christenverfolgung und -unterdrückung steht Nordkorea an erster Stelle (gemäß Open Doors). Die Ausübung des christlichen Glaubens – und somit auch persönliches Bibelstudium – ist dort gesetzlich eingeschränkt.

## Hilfsmittel zum Bibelstudium
- Eine gute Kenntnis der biblischen Sprachen (Hebräisch und Griechisch) ermöglicht die Lektüre der Bibel im Urtext. Die meisten Menschen benötigen jedoch eine Bibelübersetzung. Da sich die Übersetzungen voneinander unterscheiden, ist der Vergleich hilfreich. Die im Spannungsfeld von Genauigkeit und Verständlichkeit von der jeweiligen Übersetzung gewählte Übersetzungsmethode sollte der Leser beachten.

- Studienbibeln bieten Erklärungen zum Text, Hinweise auf ähnliche oder aufeinander bezogene Textabschnitte (Parallelstellen), kartographische Materialien und Stichwortregister zum schnellen Auffinden gesuchter Aussagen. Solche Studienbibeln sind natürlich von den Anschauungen der Bearbeiter geprägt, zum Beispiel ihrem konfessionellen Standpunkt.

- Konkordanzen listen das Vorkommen bestimmter Worte an verschiedenen Bibelstellen auf. Viele Online-Bibelprogramme bieten eine Suchfunktion, die die Aufgabe einer Konkordanz übernimmt.

- Lexika und Atlanten zur Bibel.

- Bibelsoftware für Computer oder PDAs ermöglicht einen schnellen Zugriff auf Textstellen. Oft lassen sich mehrere Bibelübersetzungen nebeneinander anzeigen. Zum Teil sind Lexika und Wörterbücher eingebunden sowie grammatische Analysefunktionen.

- Institute und Fortbildungseinrichtungen bieten spezielle Bibelstudienkurse an.

- Im Internet ist eine Vielzahl von Internetseiten zu finden, die sich mit biblischen Themen befassen; besonders wertvoll sind sie für Menschen in Regionen, in denen Bibeln und entsprechende Literatur nur schwer zu beschaffen sind.

- Bücher zu biblischen Themen beleuchten bestimmte Aspekte aus biblischer Sicht (Ethik, Erziehung, Gebet etc.) oder bieten historische oder wissenschaftliche Informationen.

## Methodik des Bibelstudiums
Die Vorgehensweise bei einem Studium der Bibel hängt von dem Ziel, der persönlichen Vorbildung, der verfügbaren Zeit, dem religiösen Hintergrund, den zur Verfügung stehenden Hilfsmitteln und weiteren Umständen ab.
Die Gläubigen versuchen, den Text in Beziehung zum eigenen Leben zu setzen, mitunter auch Entscheidungshilfen zu gewinnen, oder ganz allgemein den Text meditativ auf sich einwirken zu lassen. Viele verbinden das Bibelstudium mit Gebet und betrachten es als Dialog mit Gott.
Vier Methoden sind gebräuchlich:
1. Bibellesepläne geben Textstellen für die einzelnen Tage vor. Manche dieser Pläne sind so angelegt, dass innerhalb eines bestimmten Zeitraumes die gesamte Bibel gelesen wird.[5][6] Auch die Herrnhuter Losungen geben ein tägliches Bibelwort vor.
2. Die Bibel wird fortlaufend durchgelesen, um alle darin enthaltenen Texte kennenzulernen.
3. Biblische Aussagen über ein Thema (zum Beispiel Barmherzigkeit) oder eine Person (zum Beispiel Petrus) werden untersucht. Man fragt also gewissermaßen „Was sagt die Bibel zu …“
4. Bei Kindern und Jugendlichen werden häufig Erzählungen bevorzugt, etwa in Kinderbibeln.

Beim Lesen der Bibel liegt die Aufmerksamkeit oft bei schwierigen Stellen; Bibelleser denken über sie nach, um ihre Bedeutung zu verstehen; über scheinbar klare Stellen wird dagegen oft hinweggelesen. Es ist aber auch die umgekehrte Schwerpunktsetzung möglich: Sich auf klare Stellen konzentrieren und darüber nachdenken, wie diese auf das eigene Leben einwirken können (und schwierige Stellen vorerst etwas beiseitezulassen). In diesem Sinne hatte sich schon Mark Twain geäußert:
„Mich beunruhigen nicht die unverständlichen Bibelstellen, sondern diejenigen, die ich verstehe.“
Wenn keine Bibel verfügbar ist, kann das Nachsinnen über Passagen, an die man sich erinnert, einen Ersatz bieten (dabei erweist das Auswendiglernen von Bibeltexten seinen besonderen Wert). Dies geschieht oft in Not, beispielsweise in Zeiten und Gebieten, in denen Gläubige verfolgt werden und ein freies Glaubensleben nicht möglich ist.

## Bibelstudium in der Geschichte

### Judentum
Schon im sogenannten Königsgesetz heißt es:
„wenn er (der König) auf dem Thron seines Königreiches sitzt, dann soll er sich eine Abschrift dieses Gesetzes in ein Buch schreiben, aus dem Buch, das den Priestern, den Leviten, vorliegt. Und sie soll bei ihm sein, und er soll alle Tage seines Lebens darin lesen, damit er den HERRN, seinen Gott, fürchten lernt, um alle Worte dieses Gesetzes und diese Ordnungen zu bewahren, sie zu tun, damit sein Herz sich nicht über seine Brüder erhebt und er von dem Gebot weder zur Rechten noch zur Linken abweicht, damit er die Tage in seiner Königsherrschaft verlängert, er und seine Söhne, in der Mitte Israels.“ (Dtn 17,18–20 )
Viele Israeliten konnten einzelne Texte, zum Beispiel Psalmen, auswendig. Auch Diasporajuden besuchten am Schabbat die Synagogen, wo die Schriftrollen der Tora in einem Gebetsgottesdienst vorgelesen wurden.
Jüdische Eltern waren nach dem Schma Jisrael verpflichtet, ihre Kinder das Gesetz zu lehren:
„Und diese Worte, die ich dir heute gebiete, sollst du auf dem Herzen tragen, und du sollst sie deinen Kindern einschärfen und davon reden […]“ (Dtn 6,6+7 )
Letztlich war die Betonung des Schriftstudiums im Judentum auch ein Grund für den hohen Alphabetisierungsgrad des Volkes, der weit über dem Durchschnitt anderer Nationen der damaligen Zeit lag.

### Zeit Jesu und frühes Christentum
Jesus von Nazaret wurde als Kind mit den Schriften vertraut, so dass er bereits als Zwölfjähriger die Schriftgelehrten im Tempel von Jerusalem über seine Schriftkenntnis in Erstaunen versetzte:
„[…] er saß mitten unter den Lehrern, hörte ihnen zu und stellte Fragen. Alle, die ihn hörten, waren erstaunt über sein Verständnis und über seine Antworten.“ (Lk 2,46–47 )
Nach den Berichten der Evangelien appellierte Jesus in seinen Reden immer wieder an die Bibelkenntnisse seiner Zuhörer und setzte sie bei ihnen offenbar voraus, indem er darauf verwies: „Denn es steht in der Heiligen Schrift …“ oder „Habt ihr nie gelesen …?“.
Darüber hinaus bezog sich Jesus gemäß den Evangeliumsberichten häufig auf alttestamentliche Ereignisse.
Die ersten Christen besuchten zunächst weiterhin die Synagogen und hörten dort die Lesungen der Tora. Ähnlich waren vermutlich auch die christlichen Gottesdienste gestaltet, wobei ergänzend Lesungen aus Briefen der Apostel und den Evangelien hinzutraten. Diese Lesungen waren in der griechischen Umgangssprache gehalten. Im lateinischsprachigen Westen des Römischen Reiches entstanden schon im 2. Jahrhundert Übersetzungen davon, die Vetus Latina. Vermutlich besaßen nur wenige Christen eigene Handschriften; aber durch die häufigen Lesungen wurden sie damit vertraut. Dazu wurde im Gottesdienst über die gelesenen Texte gepredigt.
Im Katechumenat wurden Texte aus dem Alten und Neuen Testament ausgelegt, um den Taufbewerbern, von denen bald die meisten keinen jüdischen Hintergrund mehr hatten, die Lehre beizubringen und das Taufbekenntnis zu erläutern.

### Spätes Römisches Reich
In den ersten drei Jahrhunderten gab es mehrmals Christenverfolgungen im Römischen Reich. Das Bekenntnis zum Christentum war daher eine bewusste Entscheidung des Einzelnen, die meist nach reiflichen Studien erfolgte. Das änderte sich im 4. Jahrhundert, als das Christentum mit der Mailänder Vereinbarung von 313 zunächst gleichberechtigt und schließlich mit dem Dreikaiseredikt von 380 Staatsreligion im Römischen Reich wurde.
Durch diese Veränderung und auch aufgrund des geringen Alphabetisierungsgrades verlagerte sich das Studium der Bibel teilweise in die neu entstandenen Klöster. Dies geschah auch durch das Wirken Basilius des Großen, der das Bibelstudium zu einem wesentlichen Bestandteil seiner Mönchsregel machte, die bis heute in der orthodoxen Kirche in Gebrauch ist.
Aber auch die nichtmönchischen Prediger der Spätantike betonten immer wieder die Notwendigkeit des Bibelstudiums. Johannes Chrysostomos etwa forderte seine Hörer auf, sich zumindest Abschriften der vier Evangelien anzuschaffen und darin häufig zu lesen.

### Mittelalter (Westeuropa)
Im ostkirchlichen Bereich blieb der Alphabetisierungs- und Volksbildungsgrad recht hoch, im Westen dagegen beschränkte sich im frühen Mittelalter das Bibelstudium auf die Klöster und Klosterschulen. Verwendet wurde die lateinische Übersetzung Vulgata. In den romanischen Gebieten (Italien, Spanien und Südfrankreich) verstanden damals auch ungebildete Menschen teilweise das Lateinische, nicht dagegen in den germanischen und keltischen Ländern. Abgesehen von Geistlichen konnte im Frühmittelalter sogar im höheren Adel kaum jemand lesen und schreiben.
Auch im Hochmittelalter wurden Bibeln von Hand abgeschrieben und waren teurer als ein gutes Fachwerkhaus, also nur für Kirchen, Klöster, Universitäten, reiche Bürger, wohlhabende Adlige und Könige erschwinglich.
In der Liturgie des Gottesdienstes erhielt das Vorlesen der Bibel, insbesondere der Evangelien, eine wichtige Stellung. Die Kirchen wurden mit Darstellungen geschmückt, die dem einfachen Volk die biblischen Inhalte näherbrachten. Denselben Zweck erfüllten sogenannte Armenbibeln.
Die Reformbewegungen des 9. bis 11. Jahrhunderts betonten die Wichtigkeit des Bibelstudiums sowohl für Mönche als auch für Weltpriester. In den Klöstern gab es seit dem 12. Jahrhundert die Lectio divina, eine Methode der betenden Meditation über Bibeltexten.
Bibelübersetzungen in Volkssprachen gab es zunächst nur vereinzelt, doch nahmen diese im späteren Mittelalter vor allem unter abgespaltenen Bewegungen wie den Waldensern, den englischen Lollarden (John Wyclif) und den böhmischen Hussiten zu. Aufgrund dessen wurden Bibelübersetzungen in der katholischen Kirche nicht selten als Bedrohung angesehen.

### Renaissance und Reformation
Durch die Erfindung des Buchdrucks konnte die Bibel wesentlich preiswerter in großen Stückzahlen hergestellt werden und sich dadurch leichter verbreiten. 1452 druckte Johannes Gutenberg erstmals eine lateinische Bibel. Der Humanismus wollte zurück zu den Originalquellen und so geriet auch der Urtext wieder in den Blick. Die griechische Ausgabe des Erasmus von Rotterdam erschien 1516 im Druck und verbreitete sich wie ein Lauffeuer an den Universitäten. Das Studium der hebräischen Sprache, welches bis dahin fast ausschließlich von jüdischen Gelehrten betrieben wurde, setzte nun auch unter den Christen ein.

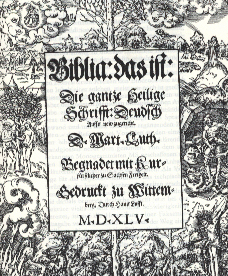
Titelseite der Luther-Bibel von 1545

Die protestantische Reformation, die dem Motto sola scriptura (allein die Schrift) folgte, steigerte das Interesse an der Heiligen Schrift noch weiter. Es erschienen zahlreiche Bibelübersetzungen: Lutherbibel, Zürcher Bibel und Piscator-Bibel in Deutsch, Tyndale und King-James-Bibel in Englisch, Diodati-Bibel in Italienisch, Olivetan-Bibel in Französisch. Durch den Buchdruck fanden diese Bibeln weite Verbreitung, hauptsächlich in protestantischen Gegenden. Das ausgiebige Studium der Bibel brachte neue christliche Bewegungen wie die Täuferbewegung hervor.
In den Volksschulen wurde das Lesen oft anhand von Bibeltexten gelernt.

### Moderne
Im 18. Jahrhundert kam es zu weit verbreitetem Bibelstudium auch im einfachen Volk; das war eine Gegenbewegung zur Aufklärung und der Biblischen Exegese der Theologie, etwa im Pietismus (Deutschland), im Methodismus (England), in der First Great Awakening (USA). Dort sowie in der Erweckungsbewegung des 19. Jahrhunderts insgesamt und den sich daraus entwickelnden Freikirchen gehörte ein intensives, nichtwissenschaftliches Studium der Bibel in kleinen Gruppen zur Glaubenspraxis. In den Vereinigten Staaten entwickelte sich die Sonntagsschule, wo Erwachsene und Kinder vor oder nach dem Gottesdienst die Bibel studierten.
In den kommunistischen Staaten war das Bibelstudium, wie überhaupt die Religionsfreiheit, stark eingeschränkt. Erst nach dem Fall des Eisernen Vorhangs (1989) fielen staatliche Behinderungen weg.
Die Großkirchen führten neben dem schulischen Religionsunterricht den Konfirmandenunterricht oder eine Vorbereitung zur Firmung ein, um dabei auch Bibelkenntnisse zu vermitteln.
Um die Bibel öffentlich ins Gespräch zu bringen, werden verschiedentlich „Jahre der Bibel“ begangen, so unter anderem 1983 in den USA und 2003 in Deutschland.
Insbesondere Freikirchen und andere – vorwiegend evangelikale – Gemeinschaften sind bemüht, durch unterschiedliche Veranstaltungen und Aktionen zum Bibelstudium anzuregen, so zum Beispiel durch Evangelisationen, durch europaweit durchgeführte Großveranstaltungen wie ProChrist, durch missionarische Haus- und Straßeneinsätze, bei denen sie von Tür zu Tür gehen, Büchertische organisieren oder Menschen auf der Straße ansprechen. Insbesondere Gemeinschaften wie die Zeugen Jehovas sind bei Hausbesuchen aktiv.